# Hemidactylus frenatus
Hemidactylus frenatus, conhecida popularmente como lagartixa ou osga-doméstica, é uma espécie de osga que foi introduzida em muitos países. Na América do Sul é encontrada em três países: Venezuela, Colômbia e Equador.

## Hábitos e características

### Alimentação
As lagartixas se alimentam de várias espécies de invertebrados, como baratas, gafanhotos, mosquitos, aranhas, formigas, cupins, mariposas e grilos. Por vezes ficam paradas perto de uma fonte de luz presa à espera de presas.[carece de fontes?]

### Camuflagem
As osgas utilizam camuflagem tanto para se defender de predadores, como para caçar.[carece de fontes?]

### Reprodução
Sua reprodução ocorre o ano todo, sendo sempre produzido dois ovos por ninhada.[carece de fontes?]